# The Lady Chablis
The Lady Chablis es el seudónimo de Brenda Dale Knox, nacida Benjamin Edward Knox (Quincy, Florida, 11 de marzo de 1957 - Savannah, 8 de septiembre de 2016), conocida drag queen estadounidense de raza negra.

## Sus inicios
Creció en la ciudad de Quincy (Florida), a 40 km al noroeste de la ciudad de Tallahassee. En los años noventa cambió legalmente su nombre a «The Lady Chablis».

## Carrera
Empezó su carrera profesional como bailarina y presentadora en varios clubs, alcanzando cierta fama también fuera de su lugar de nacimiento. Ganó numerosos premios como Miss Dixieland 1976, Miss Gay World en el mismo año, Gran Emperatriz de Savannah en 1977, Miss Cosmo USA 1997, Miss Garden City 1997, Empress of Atlanta 1996, Miss Atlanta Universe 1998, Miss Georgia National 1998 y Miss Southern States USA 1998.
Chablis se presentaba frecuentemente en donde consideraba su hogar el nightclub Club One en Savannah. Viajó por varias partes de Estados Unidos presentándose en varios lugares y eventos especiales, así como en desfiles de orgullo gay. También apareció en shows de radio.
Su sentido del humor, su carácter abierto y extravagante y su fama fueron decisivas cuando en 1981 llegó a Savannah el escritor John Berendt, quien la conoció y la incluyó en su novela de viajes y superventas Medianoche en el jardín del bien y del mal. Chablis había participado en los hechos que conmovieron a la ciudad cuando el marchante de arte Jim Williams (1930-1990) baleó y mató a un joven a su servicio. Chablis fue testigo a favor de Jim Williams, en un caso lleno de irregularidades. Pero de acuerdo al libro de Berendet, Chablis era una mujer transgénero. Escribió que había regresado a su hogar después de hacerse aplicar inyecciones de hormonas. En cambio en su libro autobiográfico, Chablis menciona que no sufrió ninguna cirugía para cambiar de sexo.
En 1997, Clint Eastwood la contrató como actriz para interpretarse a sí misma en la película Medianoche en el jardín del bien y del mal, basada en la novela homónima de John Berendt, junto a Kevin Spacey y John Cusack como protagonistas.
Tenía su propio espectáculo de Drag Queens en Savannah, con gran éxito de público y críticas.[cita requerida]
La Dama Chablis se presentó en el segmento íntimo del episodio «Savannah» del programa de televisión Bizarre Foods America, en el canal The Travel Channel (‘Alimentos bizarros de Estados Unidos). Se unió al presentador y chef Andrew Zimmern (n. 1961) en varios restaurantes de Savannah, incluido el Elizabeth de la calle 37. En 2012 fue entrevistada en Savannah (Georgia) por la televisión local y por internet, donde habló acerca del show Mama Knows Best Talk Show" (‘monólogo de «Mamá sabe lo que es mejor»’), un programa de dos episodios.
El 19 de abril de 2013 presentó la gran inauguración de Mama’s Cabaret (‘el cabaret de mamá’) en Lewiston (Maine).

### Premios y títulos
En el inicio de su carrera fue una artista, bajo los nombres de Brenda Dale Knox, ganando múltiples títulos por su aceptación:
- Miss Dixieland 1976
- Miss Gay World 1976
- The Grand Empress of Savannah 1977
- Miss Sweetheart International 1989

### Autobiografía
- Lady Chablis (1996): Hiding My Candy: The Autobiography of the Grand Empress of Savannah (‘el ocultamiento de mi dulce: la autobiografía de la gran emperatriz de Savannah). Nueva York: Pocket Books, 1996. ISBN 0-671-52095-4. OCLC 37901705.

## Películas
- 1997: Medianoche en el jardín del bien y del mal, como The Lady Chablis, acreditada como Chablis Deveau.
- 1997: Midnight in Savannah (documental de televisión), como ella misma.
- 1999: Partners (película de televisión), en el papel de Beverly.
- 2004: Damn Good Dog (documental), como ella misma.
- 2012: Bizarre Foods America: Savannah, como ella misma
- 2013: Real Housewives of Atlanta, como ella misma.

## Muerte
Lady Chablis murió de neumonía el 8 de septiembre de 2016 a la edad de 59 años.